# Keispelt
Keispelt (lb. Keespelt) – wieś w środkowym Luksemburgu, w gminie Kehlen, w kantonie Capellen. Do 3 października 2015 leżała w dystrykcie Luksemburg. Wieś zamieszkują 522 osoby.